# Huazhou (häradshuvudort i Kina, Shaanxi, lat 34,52, long 109,76)
Huazhou är en häradshuvudort i Kina. Den ligger i provinsen Shaanxi, i den nordvästra delen av landet, omkring 83 kilometer öster om provinshuvudstaden Xi'an. Antalet invånare är 44 614. Befolkningen består av 21 158 kvinnor och 23 456 män. Barn under 15 år utgör 12,0 %, vuxna 15-64 år 79 %, och äldre över 65 år 8,0 %.
Runt Huazhou är det tätbefolkat, med 319 invånare per kvadratkilometer. Det finns inga andra samhällen i närheten. I omgivningarna runt Huazhou växer i huvudsak blandskog.
Genomsnittlig årsnederbörd är 749 millimeter. Den regnigaste månaden är juli, med i genomsnitt 152 mm nederbörd, och den torraste är december, med 3 mm nederbörd.